# Trolejbusová doprava v Prešově

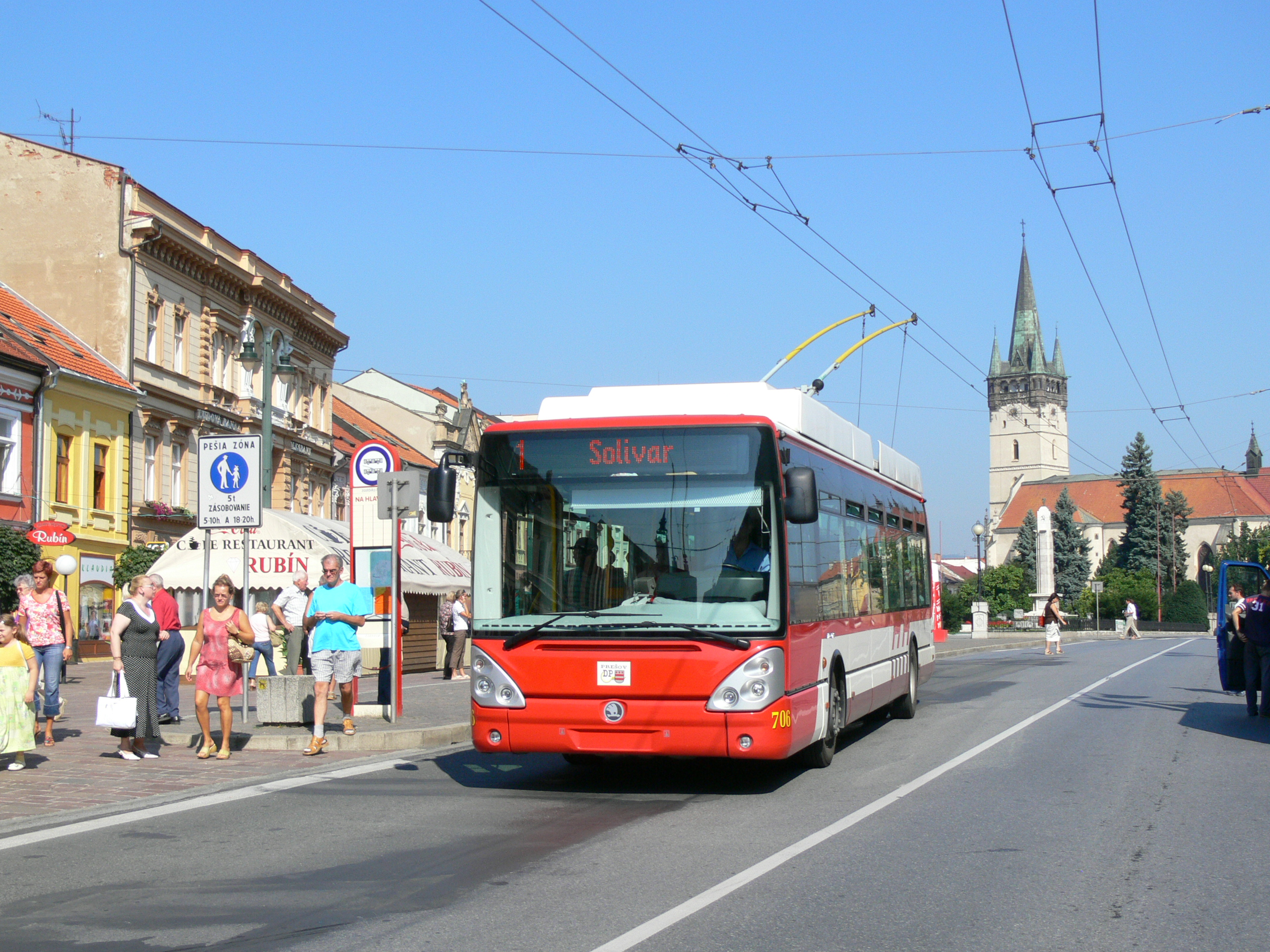
Prešovský trolejbus Škoda 24Tr

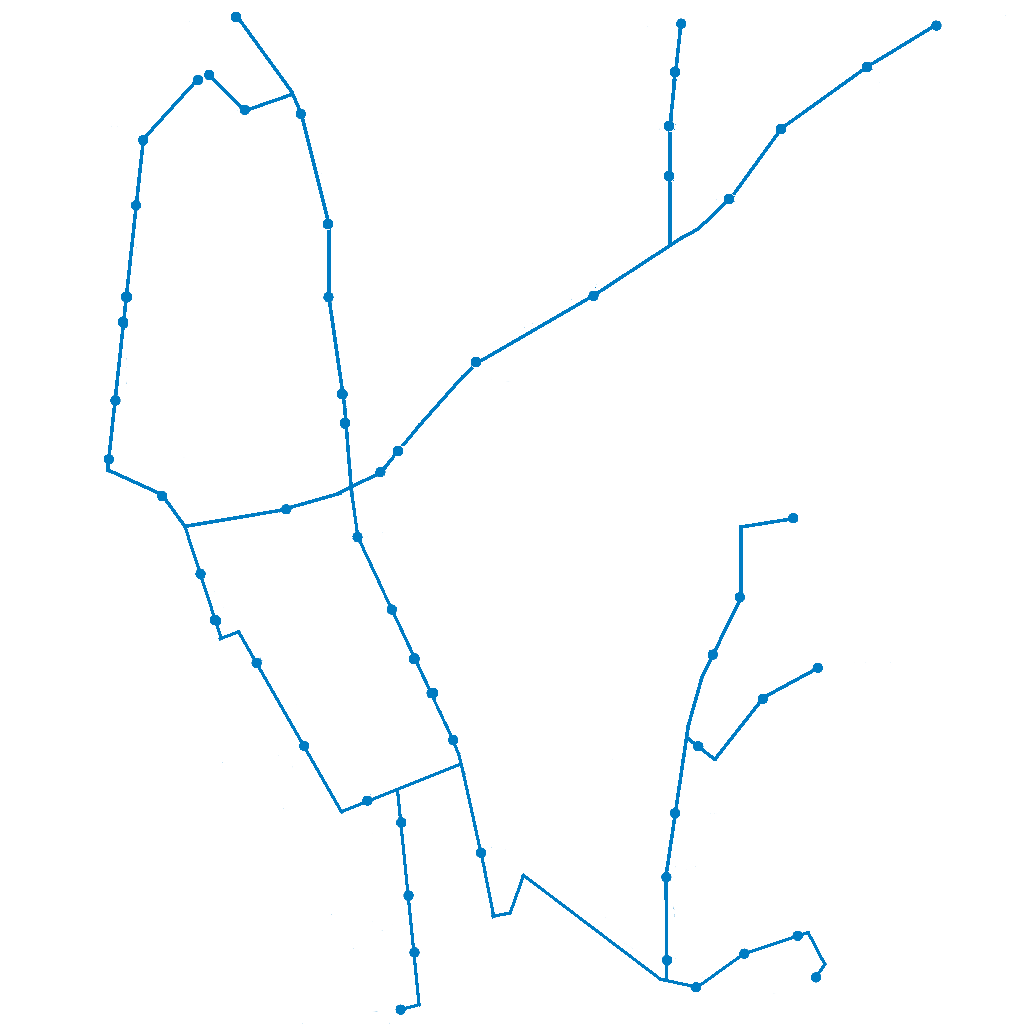
Schéma trolejbusové sítě

V Prešově se nachází druhá nejdelší a také druhá nejstarší trolejbusová síť na Slovensku. Její tratě dosahují délky 28,3 km.

## Historie

### Počátky
Historie městské hromadné dopravy v Prešově začíná v roce 1949, kdy vznikl komunální podnik města Prešova, tehdy ale dopravu zajišťovaly jen autobusy. Začátky zdejší trolejbusové dopravy začínají v roce 1958, kdy byla schválena výstavba trolejbusové sítě. Trolejbusová doprava začala sloužit cestujícím 13. května 1962 na první lince z Nižné Šebastové přes centrum do Solivaru. Byl to zároveň poslední trolejbusový provoz otevřený v ČSSR před obdobím likvidace elektrické trakce v 60. a 70. letech.
Pro potřeby trolejbusového provozu byla vybudována vozovna Šarišské Lúky.

### Období rozmachu i stagnace
Postupem času začaly vznikat další tratě. V roce 1966 už trolejbusy obsluhovaly např. ulice Košickou, Sabinovskou (tehdy Leningradskou), Budovatelskou, aj. V první polovině 70. let byly tratě prodlužovány (na Dúbravu), ale stavěly se i zcela nové (trať do průmyslové oblasti Širpo). Ve městě však stále dominovaly autobusy, protože obsluhovaly důležitá místa (Sídliště III, Šváby, aj.).
Ve druhé polovině 70. let překonaly prešovské trolejbusy obtížné období, kdy bylo rekonstruováno mnoho ulic ve městě. Kvůli tomu se konalo mnoho výluk trolejbusových tratí. Ta největší probíhala v letech 1977 až 1981, kdy byla kvůli opravě silnice odříznuta vozovna od téměř celé trolejbusové sítě. Přes všechny překážky se ale dopravci podařilo trolejbusovou dopravu udržet v provozu.

### Trolejbusy v nových podmínkách
V období ropné krize se trolejbusy dobře rozvíjely, v srpnu 1985 byla otevřena nová trať na Sídliště III. Trolejbusy dokonce dosáhly většinového podílu na provozu městské hromadné dopravy v Prešově.
Nejnovější trať byla postavena v roce 1992 na největší prešovské sídliště Sekčov (dvě větve do Sibiřské ulice a Pod Šalgovík).
Od roku 1995 je v provozu nová trolejbusová vozovna Solivar, dnes se využívá spíše jen během výluk nebo rekonstrukcí tratí.
Do konce roku 2026 by měly vzniknout také tratě přes nejmladší prešovské sídliště Šváby, dále nová spojnice sídliště Sekčov s centrem města přes ulice Rusínskou a Kuzmányho a spojnice Sibírska – Pod Šalgovíkom mezi konečnými zastávkami na sídlišti Sekčov.

## Vozový park
Již v předstihu byly v letech 1960 a 1961 zakoupeno 12 trolejbusů Škoda 8Tr. Protože ale výstavba ještě nepokročila natolik, aby mohl být zahájen provoz, bylo sedm vozů předáno do ostatních měst Československa.
Provoz zahajovaly (kromě zbylých vozů 8Tr) trolejbusy Škoda 9Tr. Těch bylo mezi lety 1962 a 1981 dodáno celkem 39. Poslední z nich byly vyřazeny v roce 1991
Od roku 1982 byly dodávány trolejbusy Škoda 14Tr. Poslední vozy tohoto typu (ovšem již v modernizované verzi 14TrM) byly zakoupeny roku 2001. Nejstarší vozidla 14Tr jsou vyřazována již od roku 1992.
V roce 1985 byly do Prešova dodány 3 kloubové vozy Škoda-Sanos S 200. Poslední z nich byl vyřazen roku 1999.
Dodávky kloubových trolejbusů pokračovaly typem Škoda 15Tr. Těch bylo v letech 1989 až 1999 zakoupeno 32 (včetně modernizované verze 15TrM). Od roku 2006 byly dodávány nízkopodlažní trolejbusy Škoda 24Tr (standardní) a Škoda 25Tr (kloubový). Další dodávky pokračují od roku 2011 typem Škoda 31Tr (kloubový), první vůz č. 713 byl do Prešova dodán 8. září 2011. V letech 2011–2013 měla Škoda Electric vyrobit pro prešovský dopravní podnik celkem 20 trolejbusů typů Škoda 30Tr a 31Tr. Dodáno bylo jen 9 kusů typu 31Tr. V roce 2016 Škoda Electric, rovněž s typy 30Tr a 31Tr, vyhrála veřejnou zakázku na 15 nových trolejbusů s opcí na dalších deset kusů. Jako první byly v prosinci 2016 dodány kloubové vozy 31Tr v počtu 6 ks, a to jako náhrada za dříve vyřazené trolejbusy Škoda 15Tr, které byly nadměrně opotřebeny. Další vozy 31Tr přibyly v únoru 2017 a s nimi také dorazily první dva sólo trolejbusy 30Tr. V roce 2021 dojezdil na lince poslední vůz typu 14TrM a zároveň i celé typové řady 14Tr. Tento trolejbus č. 123 dopravní podnik následně využíval jako technologické vozidlo a zároveň i pro možnost objednaných jízd. V říjnu 2023 městské zastupitelstvo schválilo občanský návrh na zapsání tohoto vozidla do evidence městských pamětihodností.
V Prešově jsou v provozu trolejbusy těchto typů:
| Obrázek    | Typ        | Modifikace a podtypy | Dodávky v letech (celkové dodávky) | Počet (k 19. 6. 2025) |
| ---------- | ---------- | -------------------- | ---------------------------------- | --------------------- |
| Škoda 24Tr | Škoda 24Tr | Škoda 24Tr           | 2006–2008 (2006–2008)              | 2                     |
| Škoda 25Tr | Škoda 25Tr | Škoda 25Tr           | 2008 (2008)                        | 1                     |
| Škoda 31Tr | Škoda 31Tr | Škoda 31Tr           | 2011–2020 (2011–2020)              | 24                    |
| Škoda 30Tr | Škoda 30Tr | Škoda 30Tr           | 2017–2020 (2017–2020)              | 9                     |
|            | SOR TNS 12 | SOR TNS 12 A04       | 2023 (2023)                        | 4                     |
| Škoda 27Tr | Škoda 27Tr | Škoda 27Tr           | 2023–2024 (2023–2024)              | 6                     |